# 인우드-207번가역
인우드-207번가(영어: Inwood–207th Street, 개장당시 워싱턴 하이츠-207번가(Washington Heights–207th Street)역으로 불림)역은 뉴욕 지하철 IND 8번로선의 북쪽 종착역이다. 맨해튼 인근 인우드의 207번가(207th Street)-브로드웨이 교차로앞  인우드 힐 공원 근처에 위치한 이 역은 전시간 A 열차가 운행된다.

## 역사
이 지하역은 초기에 워싱턴 하이츠-207번가(Washington Heights–207th Street)로 불리었다. 1932년 9월 10일, 이 역은 인디펜던트 서브웨이 시스템(IND)의 초기 구간인 8번로선 챔버스 스트리트-207번가 구간 북쪽 종착역으로 개장했다.
이 역은 1990년대 후반에 개축되었으며, 1994년 5월에 설계 계약이 체결되었다.:C-28–C-30

## 역 구조
틀:NYCS Platform Layout Terminal Station/underground

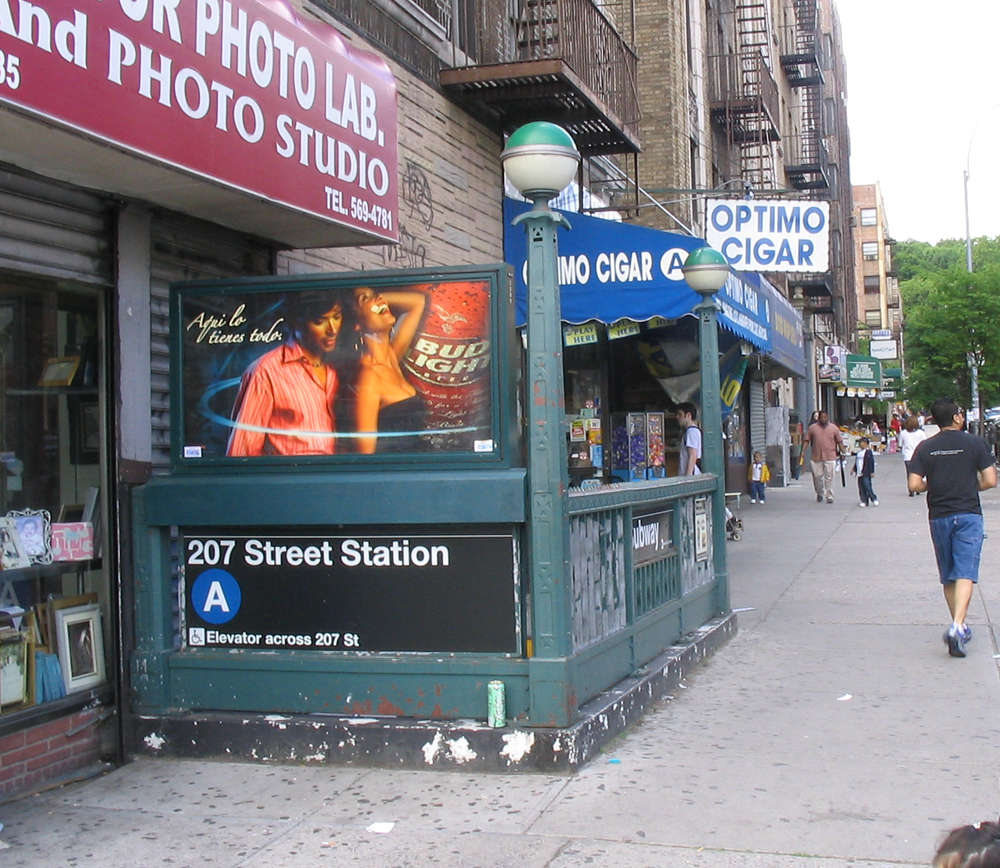
역 출구

두 선로 사이에는 한 개의 섬식 승강장이 있어, 각각 A3과 A4로 지정되어 있으며, Chaining Station 1541+00의 승강장 북쪽 차막이에서 종착한다. 바로 남쪽에는 다이아몬드 크로스오버로 구성된 interlocking이 있어 열차가 올바른 선로에 진입할 수 있으며, 207번가 차량사업소(207th Street Yard)와 통행 경로를 공유하여 남쪽의 다음역인 디크먼 스트리트역으로 이어진다. 이 역 터미널은 두 개의 ADA-접근 가능한 엘리베이터가 추가되어 새로 단장되었다. 대합실과 가로 엘리베이터 통로에는 쉴라 레브란트 드 브레트빌의 "At the Start...At Long Last"라는 제목의 삽화가 포함되어 있다. 터미널은 남쪽 끝에 있는 Dispatcher's Office에서 운영하고, Interlocking Plant은 207번가 차량사업소이 위치한 CTC가 제어한다. 폐쇄된 역의 북쪽과 남쪽 출구를 연결하는 대합실이 있었다.

### 출구
- 주요 출구는 브로드웨이와 207번가의 3개의 거리 계단과 엘리베이터이다. 엘리베이터는 북서쪽 모퉁이에 있고, 계단 하나는 다른 세 모퉁이에서 이어져 있다.[9]
- 북쪽 출구는 아이셤가(), 211번가, 브로드웨이의 북쪽 모퉁이로 이어지는 두 개의 거리 계단이 있다.[9]

207번가와 브로드웨이의 북서쪽 모퉁이로 이어진 폐쇄된 출구도 있다. 이 계단은 건물 내부에 위치해 있었으며, 화재로 인해 심하게 손상되어 폐쇄되었다. 계단에 접근하려면 몇 번씩 돌아야 했으며, 시야가 확보되지 않았다. 1994년 6월, MTA 이사회는 이 출구를 영구적으로 폐쇄하는 계획을 승인했고, 양쪽 끝에는 출입구를 벽돌과 모타르로 봉인할 수 있게 했다. 이 시점에서 출구는 몇 년 동안 폐쇄되어 있었다. 출구는 일일 승객 400명이 이용했던 것으로 추정했다. 1994년 5월, 다른 역의 역출입 변경 제안과 관련된 공개 회의가 열렸다. 엘리베이터 출구는 이 오래된 계단 근처에 있다.

## 역 인근
- 인우드힐 공원(Inwood Hill Park)[9]
- 이섬 공원(Isham Park)[9]